# Patsy Vatlet
Patsy Vatlet est une personnalité politique belge.

## Biographie
Membre du Vlaams Belang, le 26 mai 2019 elle est élue députée européenne mais n'a pas souhaiter siéger. Elle est remplacée par Tom Vandendriessche.